# Fabrica de Țigarete din Timișoara
Fabrica de Țigarete, fostă Fabrica de Tutun, din Timișoara a fost cea mai veche întreprindere de prelucrate a tutunului din Ungaria și din actualul teritoriu al României. Era a doua fabrică ca mărime din Austro-Ungaria, după cea din Fiume. A funcționat între anii 1846–2003, actual fiind dezafectată. Este considerată un monument industrial, având în lista monumentelor istorice codul LMI TM-II-m-B-06160.

## Istoric

### Înainte de Primul Război Mondial
Iosif al II-lea a încurajat cultivarea tutunului în Ungaria. În prima jumătate a secolului al XIX-lea erau cultivate cu tutun suprafețe considerabile în localități specializate în acestă cultură, ca Mailat și Iosif. Înainte de Revoluția Maghiară din 1848 de pe o suprafață de 50–55 000 de iugăre (cadastrale, c. 30 000 ha) se recoltaseră 50 000 de măji (c. 2800 t) de tutun.
În 1846 a început construirea în Iosefin a „Morii de Tutun” (maghiară Dohány Malom), situată pe malul drept al canalului Bega, în dreptul podului Iuliu Maniu (în epocă, în nomenclatura maghiară Király híd, română Podul Regelui). În 1850 fabrica avea o suprafață de 530 m2 și 297 de angajați. Până în 1851 producția de tutun nu necesita autorizare și nu era supusă taxelor. La 1 martie 1851 prin decret imperial s-a introdus monopolul de stat asupra prelucrării tutunului. După compromisul din 1867, chestiunile administrative ale producției de tutun în Ungaria erau gestionate de Ministerul Finanțelor. În vederea sporirii producției de tutun, după 1 aprilie 1882 gestionarea a fost preluată de Direcția Centrală a Accizelor Regale Maghiare pentru Tutun (maghiară Magyar Királyi Dohányjövedéki Központi Igazgatóság)
În 1880 fabrica a fost distrusă de un incendiu, dar a fost refăcută. În 1890 fabrica avea 1875 de angajați, din care 1745 erau femei. Uneori era cel mai mare angajator din oraș. În 1911 avea circa 1700 de angajați, un sfert din totalul angajaților din industrie în Timișoara. Fabrica dispunea de puțuri proprii pentru cantitățile mari de apă necesare procesului tehnologic. A fost modernizată, dispunea de gaz de iluminat din rețeaua orașului, iar din 1899 de încălzire centrală în toate camerele. Treptat, fabrica s-a extins, iar prin autorizația din 28 iulie 1901 a fost supraetajată cu două etaje. Aspectul clădirii era tipic arhitecturii industriale a anilor 1900. La începutul Primului Război Mondial fabrica avea dimensiunile actuale, cu suprafața de 26 380 m2.
Producția inițială era de tutun de pipă, ulterior s-au produs și țigări — în epocă prin „țigări” se înțelegeau trabucurile. Treptat, în urma introducerii standardelor de calitate și a unui sistem de recompense calitatea produselor a crescut. Din 1871 au început să se producă țigarete, la început din tutun importat din Turcia. Ca urmare a mecanizării producția de tutun a crescut, ea fiind în 1909 de aproape 2800 t, din care tutun de pipă fin c. 1300 t, tutun de pipă obișnuit c. 1000 t, trabucuri c. 117 t și țigarete c. 350 t. Dintre mărcile de trabucuri produse, Regalia, Regalia Media, Portorico Especial, Cuba și Britanica erau cele mai bune.

### După Primul Război Mondial
După Primul Război Mondial, schimbarea administrației și trecerea fabricii la Regia Monopolurilor Statului a perturbat activitatea. În 1920 producția a fost de doar 780 t, scădere la care a contribuit și lipsa de mână de lucru. Producția și-a revenit abia după Marea criză economică. S-au schimbat atât limba etichetelor, cât și gama de produse. Au continuat să fie produse tutunul de pipă, trabucurile mai ieftine Portorico, Cigarillos și Erdély, acestea din urmă sub denumirea Ardeal, mărcile de țigarete Dame și Țigarete Regale și au apărut noi mărci de țigări ca Mărășești și Naționale (R.M.S. – Regia Monopolurilor Statului).
După al Doilea Război Mondial activitatea fabricii a continuat, bazată în special pe producerea țigaretelor. S-au produs 12 mărci de țigarete, între care Amiral, Bucegi, Carpați, Golf, Mărășești, Naționale, Snagov.

### După 1989
În urma schimbării regimului, pentru a menține competitivitatea întreprinderii era nevoie de alinierea la standardele internaționale. În acest scop, în anii 1990 clădirea a fost renovată și s-au făcut investiții pentru retehnologizare cu cele mai moderne linii de producție, în valoare de 20 de milioane de mărci germane. Se lansaseră două noi mărci de țigarete, Millenium și Timiș. Fabrica aparținea Societății Naționale Tutunul Românesc. Deși în 1998 fabrica părea competitivă, pentru a putea fi privatizată, ea trebuia evaluată la o valoare mult inferioară valorii sale reale. În acest scop proprietarii au tot schimbat directorii, căutând unul care să reducă producția anuală de la 3600 t la c. 1000 t. La sfârșitul anului 2000 fabrica avea un profit de 17 miliarde de lei (vechi), având de încasat creanțe de 16 miliarde de lei. Însă fabrica nu a mai fost lăsată să producă, creanțele nu au mai fost urmărite, ba chiar nu i s-a permis nici măcar vânzarea a 200 de tone de țigări fără filtru pe care le avea în stoc, deși erau solicitate pe piață, astfel că, a fost vândută pe numai 50 de miliarde de lei (în acel moment c. 1,6 milioane de USD), deși doar patrimoniul său era evaluat la 243 miliarde de lei, ajungând în posesia SC New Century Development SRL, firmă controlată de Ioan Niculae, artizanul privatizării „Tutunului Românesc”. Fabrica a fost închisă în 2003 după privatizarea Tutunului Românesc, afacere din care statul român a ieșit păgubit. Deși privatizarea Tutunului Românesc a generat suspiciuni de la bun început, iar muncitorii din fabrică au protestat timp de trei săptămâni în fața prefecturii Timiș, nu s-a făcut nicio anchetă. După 2010 o asemenea anchetă era tardivă, intervenind prescripția. Deși muncitorilor li s-a promis reluarea producției, aceasta nu a mai fost reluată niciodată, iar agricultorii au renunțat la cultivarea tutunului. Reluarea cultivării tutunului în Banat s-a făcut abia după 10 ani, și pe suprafețe mici, beneficiarul fiind o firmă din Ungaria, care încasa și subvenția, care se acorda celui ce însămânțează terenul, nu proprietarului terenului sau celor ce fac restul lucrărilor.

## Perspective
Clădirea se află în Iosefin, nu foarte departe de centrul orașului. După oprirea producției, spațiile au fost închiriate ca birouri pentru firme și depozite. Fiind declarată monument istoric, proprietarul nu poate demola clădirea pentru a valorifica terenul. Clădirea are un spațiu generos și ziduri solide, dar fațada se degradează, proprietarul fiind somat să ia măsuri de conservare. Însă la 28 ianuarie 2016 proprietarul, SC New Century Development SRL, a intrat în insolvență.
Începând din 2011 arh. Ioan Șandru a întocmit un studiu privind zona ELBA – Fabrica de Țigarete. În 2015, în contextul Timișoara Capitală Europeană a Culturii 2021 el a propus realizarea în clădirea fabricii a unui hub cultural. Clădirea poate oferi spații artiștilor plastici și chiar cazare, deoarece în ea exista un mic hotel și spațiu de alimentație pentru delegații interni. Se poate organiza o galerie de artă, și chiar Liceul de Artă ar putea funcționa acolo. Se poate amenaja o sală de spectacole, săli pentru teatru și dans contemporan. Spațiul din curte permite organizarea de spectacole în aer liber. Se pot organiza activități comerciale de tip HoReCa. Însă fondurile necesare refuncționalizării clădirii, deși nu foarte mari, pot fi furnizate doar de administrația locală, care însă nu este proprietara clădirii.